# Хрестовоздвиженська церква (Розумівка)
Хрестовоздви́женська це́рква — православний храм ПЦУ у селі Розумівка Кропивницького району на Кіровоградщині, пам'ятка архітектури та містобудування національного значення, родова усипальня родини Раєвських. 

## Історія

### Будівництво
Кам'яну церкву в ім'я Воздвиження Чесного Хреста було закладено 3 травня 1833 року замість колишньої дерев'яної на місці поховання учасника російсько-французької війни, генерала від кавалерії Миколи Миколайовича Раєвського. Генерал заповів поховати його саме на цьому пагорбі, оскільки ця частина родового маєтку нагадувала йому про місця колишніх боїв.
Будівництво велось за ініціативою старшої доньки Раєвського Катерини коштом її чоловіка, декабриста Михайла Орлова, а також частково коштом бойових друзів Миколи Миколайовича.
Остаточно будівництво було завершене лише в 1855 році, що пояснюється значною вартістю споруди. Церква отримала назву Хрестовоздвиженської, оскільки Микола Раєвський народився 14 вересня і помер 16 вересня (за старим стилем) — дні, коли в православ'ї святкують Воздвиження Хреста Господнього. Поховання Раєвського накрили кам'яним циліндричним пантеоном, розміщеним у центрі просторого склепу під церквою.
У середині XIX століття Хрестовоздвиженська церква за штатом була зарахована до 6-го класу. В архіві храму була грамота митрополита Київського про спорудження церкви (1830) та проект її будівництва (1845).
Першопочатково церква являла собою усипальню у вигляді прямокутного однонавного храму з розмірами основного об'єму у плані 11×18 метрів. Вона була хрестоподібною і мала невеликий неосвітлений купол у центрі з дванадцятиколонним порталом. Колони доричного ордеру були поставлені у два ряди з боку головного входу (західний фасад); кожна з них була складена із семи збірних блоків, відлитих із чавуну. Опалювалась будівля двома печами.

### Реконструкція
У 1883 році онук і третій власник Бовтиського маєтку генерал-майор Михайло Раєвський звернувся до Київської консисторії з проханням реконструкції Хрестовоздвиженської церкви через бажання розширити родовий склеп та збільшити кількість місця для прочан. Цим самим він виконував бажання своєї матері Анни Михайлівни.
Під час реконструкції, проведеної 1886 року, храм було розширено з північного, південного та західного боків. Було споруджено розширений світловий купол, прибудовано два бокових вівтарі, ризницю та пономарню; надбудовано дзвіницю і скомпоновано нові вікна.

### Радянська доба

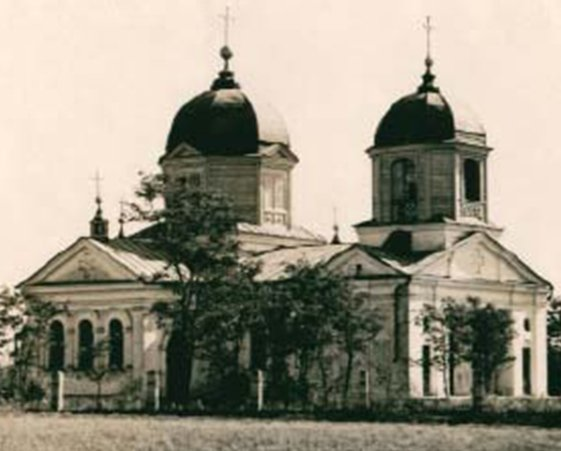
Хрестовоздвиженська церква (фото 1952 року)

У 1938 році з дзвіниці церкви було знято дзвони.
З 1965 року приміщення храму використовувалось як зерносховище, а пізніше — як колгоспний склад отрутохімікатів. Були спроби пристосувати церкву під музей, забіливши фрески. Центральний купол і дзвіницю, попри протести мешканців села, ліквідували, а огорожу навколо церкви з гранітними стовпами знесли. Також було знищено всі зелені насадження навколо будівлі.

### Сучасність
Із 2005 по 2008 рік у рамках проекту зі створення історико-меморіального заповідника родини Раєвських відбулась реставрація церкви. У період реконструкції богослужіння проводились в підвальній частині храму, поряд з усипальнею. Було відновлено центральний світловий купол та дзвіницю, розкрито чавунну колонаду, виконано частину робіт із відновлення втрачених настінних розписів та оздоблення церкви. Заплановано закласти поруч ботанічний сад та облаштувати садово-паркову зону. У 2014 році на території був створений Історико-архітектурний заповідник родини Раєвських. 7 квітня 2023 року громада перейшла до ПЦУ, проведено богослужіння українською мовою. У 2024 році, в наслідок дерусифікації, заповідник був перейменований на Історико-архітектурний заповідник «Свято-Хрестовоздвиженська церква».

## Поховання
У напівпідвальному приміщенні Хрестовоздвиженської церкви розташований родовий склеп Раєвських. Тут поховані чотири представники династії:
- Раєвський Микола Миколайович (1771—1829) — генерал, учасник російсько-французької війни;
- Раєвський Микола Миколайович (1839—1876) — полковник, онук М. М. Раєвського;
- Раєвська Софія Миколаївна (1806—1881) — фрейліна, молодша дочка М. М. Раєвського;
- невідоме поховання (можливо, Раєвський Олександр Миколайович.

Центральне поховання генерала накрите чавунною плитою з епітафією авторства Михайла Орлова:

| «Онъ былъ в Смоленскѣ щитъ — въ Париже мечъ Россіи» |
У сквері поблизу храму, на могилах інших представників родини Раєвських, розташовані масивні мармурові надгробки роботи італійських майстрів. Колись пам'ятники були вкриті кольоровою мозаїкою та свинцевою інкрустацією. Поруч поховані місцеві священики та члени купецької сім'ї Бондаревих.